# Temporada 2021 del Campeonato de Italia de Fórmula 4
La temporada 2021 del Campeonato de Italia de Fórmula 4 fue la octava edición de dicho campeonato. Comenzó el 15 de mayo en Paul Ricard y finalizó el 31 de octubre en Monza.
El británico Oliver Bearman fue el ganador del Campeonato de Pilotos, el ruso Nikita Bedrin fue campeón del Campeonato de Novatos, y Van Amersfoort Racing se quedó con el Campeonato de Escuderías.

## Escuderías y pilotos
Las escuderías y pilotos para la temporada 2021 fueron las siguientes:
| Escudería                | N.º | Piloto                | Estado | Rondas    |
| ------------------------ | --- | --------------------- | ------ | --------- |
| Prema Powerteam          | 2   | Charlie Wurz          | N      | 3, 5      |
| Prema Powerteam          | 5   | Macéo Capietto        | N      | 4, 7      |
| Prema Powerteam          | 6   | Sebastián Montoya     |        | Todas     |
| Prema Powerteam          | 7   | Kirill Smal           |        | Todas     |
| Prema Powerteam          | 20  | Conrad Laursen        | N      | Todas     |
| Prema Powerteam          | 88  | Hamda Al Qubaisi      | F      | Todas     |
| Prema Powerteam          | 99  | Andrea Kimi Antonelli | N      | 5–7       |
| US Racing                | 8   | Luke Browning         |        | 1         |
| US Racing                | 69  | Vladislav Lomko       |        | 1, 3, 7   |
| US Racing                | 70  | Tim Tramnitz          |        | 1, 3, 5–7 |
| US Racing                | 77  | Pedro Perino          | N      | 5–7       |
| BWT Mücke Motorsport     | 10  | Joshua Dürksen        |        | Todas     |
| BWT Mücke Motorsport     | 23  | Erick Zúñiga          |        | Todas     |
| BWT Mücke Motorsport     | 41  | Jonas Ried            | N      | Todas     |
| AKM Motorsport           | 11  | Levente Révész        | N      | Todas     |
| AKM Motorsport           | 12  | Lorenzo Patrese       | N      | Todas     |
| Van Amersfoort Racing    | 13  | Joshua Dufek          |        | Todas     |
| Van Amersfoort Racing    | 15  | Nikita Bedrin         | N      | Todas     |
| Van Amersfoort Racing    | 18  | Cenyu Han             |        | 1–5       |
| Van Amersfoort Racing    | 46  | Robert de Haan        |        | 7         |
| Van Amersfoort Racing    | 86  | Bence Válint          |        | Todas     |
| Van Amersfoort Racing    | 87  | Oliver Bearman        |        | Todas     |
| BVM Racing               | 17  | Leonardo Bizzotto     | N      | Todas     |
| BVM Racing               | 19  | Oliver Gray           | N      | 6–7       |
| BVM Racing               | 52  | Eron Rexhepi          | N      | 1–5       |
| BVM Racing               | 84  | Francesco Simonazzi   |        | 1, 5–7    |
| Cram Motorsport          | 22  | Vittorio Catino       | N      | 1, 3–4    |
| Cram Motorsport          | 33  | Rocco Mazzola         | N      | 7         |
| Cram Motorsport          | 34  | Marcos Flack          | N      | 7         |
| Cram Motorsport          | 35  | Nicolás Baptiste      | N      | Todas     |
| Cram Motorsport          | 36  | Suleiman Zanfari      |        | 1         |
| Cram Motorsport          | 79  | Georgis Markogiannis  | N      | 1, 3–5, 7 |
| Jenzer Motorsport        | 24  | Piotr Wiśnicki        |        | Todas     |
| Jenzer Motorsport        | 25  | Samir Ben             | N      | Todas     |
| Jenzer Motorsport        | 27  | Jorge Garcíarce       |        | Todas     |
| Jenzer Motorsport        | 28  | Francesco Braschi     | N      | Todas     |
| Jenzer Motorsport        | 68  | Santiago Ramos        |        | 1–2, 4–7  |
| AS Motorsport            | 37  | Kacper Sztuka         | N      | 1–5, 7    |
| Iron Lynx                | 37  | Kacper Sztuka         | N      | 6         |
| Iron Lynx                | 72  | Leonardo Fornaroli    |        | Todas     |
| Iron Lynx                | 73  | Pietro Armanni        | N      | Todas     |
| Iron Lynx                | 83  | Maya Weug             | N F    | Todas     |
| R-ace GP                 | 54  | Marcus Amand          | N      | 1–2       |
| R-ace GP                 | 55  | Victor Bernier        |        | 1–2       |
| R-ace GP                 | 56  | Sami Meguetounif      |        | 1–2       |
| DR Formula RP Motorsport | 77  | Pedro Perino          | N      | 1–4       |

| Icono | Leyenda         |
| ----- | --------------- |
| N     | Novato          |
| F     | Trofeo Femenino |

## Calendario
El calendario consistió de las siguientes 7 rondas:
| Ronda | Ronda | Circuito                              | Fecha         |
| ----- | ----- | ------------------------------------- | ------------- |
| 1     | C1    | Circuito Paul Ricard                  | 15 de Mayo    |
| 1     | C2    | Circuito Paul Ricard                  | 16 de Mayo    |
| 1     | C3    | Circuito Paul Ricard                  | 16 de Mayo    |
| 2     | C1    | Misano World Circuit Marco Simoncelli | 5 de Junio    |
| 2     | C2    | Misano World Circuit Marco Simoncelli | 5 de Junio    |
| 2     | C3    | Misano World Circuit Marco Simoncelli | 6 de Junio    |
| 3     | C1    | Autódromo de Vallelunga Piero Taruffi | 27 de Junio   |
| 3     | C2    | Autódromo de Vallelunga Piero Taruffi | 27 de Junio   |
| 3     | C3    | Autódromo de Vallelunga Piero Taruffi | 27 de Junio   |
| 4     | C1    | Autodromo Enzo e Dino Ferrari         | 24 de Julio   |
| 4     | C2    | Autodromo Enzo e Dino Ferrari         | 25 de Julio   |
| 4     | C3    | Autodromo Enzo e Dino Ferrari         | 25 de Julio   |
| 5     | C1    | Red Bull Ring                         | 11 de Octubre |
| 5     | C2    | Red Bull Ring                         | 12 de Octubre |
| 5     | C3    | Red Bull Ring                         | 12 de Octubre |
| 6     | C1    | Autódromo Internacional del Mugello   | 9 de Octubre  |
| 6     | C2    | Autódromo Internacional del Mugello   | 10 de Octubre |
| 6     | C3    | Autódromo Internacional del Mugello   | 10 de Octubre |
| 7     | C1    | Autodromo Nazionale di Monza          | 30 de Octubre |
| 7     | C2    | Autodromo Nazionale di Monza          | 30 de Octubre |
| 7     | C3    | Autodromo Nazionale di Monza          | 31 de Octubre |

## Resultados
| Ronda | Ronda | Ronda                                 | Pole Position      | Vuelta rápida      | Piloto ganador     | Escudería ganadora    | Ganador clase secundaria                      |
| ----- | ----- | ------------------------------------- | ------------------ | ------------------ | ------------------ | --------------------- | --------------------------------------------- |
| 1     | C1    | Circuito Paul Ricard                  | Kirill Smal        | Kirill Smal        | Kirill Smal        | Prema Powerteam       | N: Conrad Laursen F:: Maya Weug               |
| 1     | C2    | Circuito Paul Ricard                  | Oliver Bearman     | Kirill Smal        | Tim Tramnitz       | US Racing             | N: Lorenzo Patrese F:: Maya Weug              |
| 1     | C3    | Circuito Paul Ricard                  | Tim Tramnitz       | Luke Browning      | Tim Tramnitz       | US Racing             | N: Jonas Ried F:: Maya Weug                   |
| 2     | C1    | Misano World Circuit Marco Simoncelli | Leonardo Fornaroli | Jonas Ried         | Leonardo Fornaroli | Iron Lynx             | N: Jonas Ried F:: Hamda Al Qubaisi            |
| 2     | C2    | Misano World Circuit Marco Simoncelli | Oliver Bearman     | Sebastián Montoya  | Oliver Bearman     | Van Amersfoort Racing | N: Leonardo Bizzotto F:: Hamda Al Qubaisi     |
| 2     | C3    | Misano World Circuit Marco Simoncelli | Oliver Bearman     | Joshua Dufek       | Oliver Bearman     | Van Amersfoort Racing | N: Lorenzo Patrese F:: Hamda Al Qubaisi       |
| 3     | C1    | Autódromo de Vallelunga Piero Taruffi | Oliver Bearman     | Oliver Bearman     | Oliver Bearman     | Van Amersfoort Racing | N: Conrad Laursen F:: Hamda Al Qubaisi        |
| 3     | C2    | Autódromo de Vallelunga Piero Taruffi | Sebastián Montoya  | Oliver Bearman     | Oliver Bearman     | Van Amersfoort Racing | N: Conrad Laursen F:: Maya Weug               |
| 3     | C3    | Autódromo de Vallelunga Piero Taruffi | Oliver Bearman     | Tim Tramnitz       | Oliver Bearman     | Van Amersfoort Racing | N: Charlie Wurz F:: Hamda Al Qubaisi          |
| 4     | C1    | Autodromo Enzo e Dino Ferrari         | Oliver Bearman     | Francesco Braschi  | Oliver Bearman     | Van Amersfoort Racing | N: Nikita Bedrin F:: Hamda Al Qubaisi         |
| 4     | C2    | Autodromo Enzo e Dino Ferrari         | Oliver Bearman     | Leonardo Fornaroli | Oliver Bearman     | Van Amersfoort Racing | N: Nikita Bedrin F:: Maya Weug                |
| 4     | C3    | Autodromo Enzo e Dino Ferrari         | Oliver Bearman     | Sebastián Montoya  | Nikita Bedrin      | Van Amersfoort Racing | N: Nikita Bedrin F:: Hamda Al Qubaisi         |
| 5     | C1    | Red Bull Ring                         | Sebastián Montoya  | Sebastián Montoya  | Oliver Bearman     | Van Amersfoort Racing | N: Andrea Kimi Antonelli F:: Maya Weug        |
| 5     | C2    | Red Bull Ring                         | Leonardo Fornaroli | Leonardo Fornaroli | Tim Tramnitz       | US Racing             | N: Francesco Braschi F:: Maya Weug            |
| 5     | C3    | Red Bull Ring                         | Tim Tramnitz       | Tim Tramnitz       | Tim Tramnitz       | US Racing             | N: Nicolás Baptiste F:: Maya Weug             |
| 6     | C1    | Autódromo Internacional del Mugello   | Joshua Dufek       | Joshua Dürksen     | Joshua Dürksen     | BWT Mücke Motorsport  | N: Nikita Bedrin F:: Maya Weug                |
| 6     | C2    | Autódromo Internacional del Mugello   | Joshua Dufek       | Joshua Dufek       | Joshua Dufek       | Van Amersfoort Racing | N: Nikita Bedrin F:: Hamda Al Qubaisi         |
| 6     | C3    | Autódromo Internacional del Mugello   | Joshua Dufek       | Leonardo Fornaroli | Joshua Dürksen     | BWT Mücke Motorsport  | N: Nikita Bedrin F:: Hamda Al Qubaisi         |
| 7     | C1    | Autodromo Nazionale di Monza          | Lorenzo Patrese    | Sebastián Montoya  | Oliver Bearman     | Van Amersfoort Racing | N: Andrea Kimi Antonelli F:: Hamda Al Qubaisi |
| 7     | C2    | Autodromo Nazionale di Monza          | Lorenzo Patrese    | Joshua Dürksen     | Oliver Bearman     | Van Amersfoort Racing | N: Andrea Kimi Antonelli F:: Maya Weug        |
| 7     | C3    | Autodromo Nazionale di Monza          | Lorenzo Patrese    | Conrad Laursen     | Oliver Bearman     | Van Amersfoort Racing | N: Andrea Kimi Antonelli F:: Maya Weug        |

## Clasificaciones

### Sistema de puntuación
| Posición | 1.º | 2.º | 3.º | 4.º | 5.º | 6.º | 7.º | 8.º | 9.º | 10.º |
| Puntos   | 25  | 18  | 15  | 12  | 10  | 8   | 6   | 4   | 2   | 1    |

### Campeonato de Pilotos
| Pos. | Piloto                | LEC | LEC | LEC | MIS | MIS | MIS | VLL | VLL | VLL | IMO | IMO | IMO | RBR | RBR | RBR | MUG | MUG | MUG | MNZ | MNZ | MNZ | Puntos |
| ---- | --------------------- | --- | --- | --- | --- | --- | --- | --- | --- | --- | --- | --- | --- | --- | --- | --- | --- | --- | --- | --- | --- | --- | ------ |
| 1    | Oliver Bearman        | 3   | 7   | 2   | 2   | 1   | 1   | 1   | 1   | 1   | 1   | 1   | DSQ | 1   | 3   | 20  | 4   | 7   | 10  | 1   | 1   | 1   | 343    |
| 2    | Tim Tramnitz          | 2   | 1   | 1   |     |     |     | 3   | 2   | 3   |     |     |     | 2   | 1   | 1   | 7   | 5   | 9   | 4   | 6   | 5   | 232    |
| 3    | Kirill Smal           | 1   | 3   | Ret | 9   | 4   | 4   | 7   | 6   | 5   | Ret | 25  | 14  | 4   | 4   | 3   | 6   | 3   | 4   | 6   | 5   | 2   | 198    |
| 4    | Sebastián Montoya     | 35† | 4   | 5   | 6   | 2   | 3   | 2   | Ret | 2   | Ret | 8   | 3   | 3   | Ret | Ret | 3   | 2   | 28  | 5   | 2   | Ret | 194    |
| 5    | Leonardo Fornaroli    | 7   | 8   | 4   | 1   | 3   | 2   | 10  | 8   | 8   | Ret | 2   | 2   | 6   | 2   | 7   | Ret | 8   | 2   | 9   | Ret | DNS | 180    |
| 6    | Joshua Dürksen        | 8   | 5   | 7   | 15  | 15  | 15  | 4   | 4   | Ret | 25† | 4   | 6   | Ret | 5   | 22  | 1   | 4   | 1   | 3   | 4   | 6   | 171    |
| 7    | Joshua Dufek          | 9   | 22  | 8   | 28† | 9   | 6   | 5   | 3   | 10  | 3   | 6   | 4   | 5   | Ret | 2   | 2   | 1   | Ret | 22  | 9   | 8   | 154    |
| 8    | Nikita Bedrin         | 13  | 21  | Ret | 5   | 10  | Ret | 16  | Ret | 15  | 2   | 3   | 1   | Ret | Ret | 17  | 5   | 6   | 3   | 16  | 10  | 20  | 103    |
| 9    | Conrad Laursen        | 5   | Ret | WD  | 18  | Ret | Ret | 8   | 5   | 6   | 5   | 7   | Ret | 13  | 13  | 11  | 9   | 13  | 11  | 7   | 8   | 25  | 60     |
| 10   | Andrea Kimi Antonelli |     |     |     |     |     |     |     |     |     |     |     |     | 9   | 12  | 9   | 10  | 10  | 13  | 2   | 3   | 3   | 54     |
| 11   | Vladislav Lomko       | 4   | 6   | 3   |     |     |     | 9   | Ret | WD  |     |     |     |     |     |     |     |     |     | Ret | 13  | 7   | 43     |
| 12   | Lorenzo Patrese       | Ret | 10  | 27  | 11  | 14  | 10  | 11  | Ret | 22  | 11  | 16  | 7   | 11  | 10  | 6   | 13  | 9   | 26† | 27† | 7   | 4   | 37     |
| 13   | Victor Bernier        | 6   | Ret | 13  | 7   | 5   | 7   |     |     |     |     |     |     |     |     |     |     |     |     |     |     |     | 30     |
| 14   | Francesco Simonazzi   | 14  | 9   | 9   |     |     |     |     |     |     |     |     |     | 7   | 7   | 4   | 16  | 18  | 15  | 26† | 11  | 27  | 28     |
| 15   | Luke Browning         | 10  | 2   | 6   |     |     |     |     |     |     |     |     |     |     |     |     |     |     |     |     |     |     | 27     |
| 16   | Francesco Braschi     | 20  | Ret | 16  | 17  | 17  | 13  | 24  | Ret | Ret | 24† | Ret | 5   | 10  | 6   | Ret | 11  | Ret | 6   | 25  | 31† | WD  | 27     |
| 17   | Hamda Al Qubaisi      | 30  | 27  | 29† | 3   | 20  | 9   | 12  | 16  | 7   | 18  | 21  | 12  | 19  | Ret | 18  | Ret | 15  | 17  | 10  | Ret | 29† | 24     |
| 18   | Erick Zúñiga          | 17  | 16  | 31  | 16  | 12  | 14  | 20  | 19  | Ret | 4   | 13  | 9   | 8   | 11  | 15  | 14  | 11  | 8   | 18  | 20  | Ret | 22     |
| 19   | Sami Meguetounif      | 11  | Ret | 14  | 8   | 6   | 5   |     |     |     |     |     |     |     |     |     |     |     |     |     |     |     | 22     |
| 20   | Charlie Wurz          |     |     |     |     |     |     | 19  | 12  | 4   |     |     |     | 21  | 8   | 8   |     |     |     |     |     |     | 20     |
| 21   | Bence Válint          | 21  | Ret | 11  | 29† | 11  | Ret | 13  | 7   | 9   | Ret | 5   | 26  | 15  | 9   | 27  | 15  | 26† | 12  | Ret | 17  | 26  | 20     |
| 22   | Santiago Ramos        | 12  | 12  | 12  | WD  | WD  | WD  |     |     |     | 12  | 22  | 15  | 16  | 15  | Ret | 8   | Ret | 5   | 14  | 12  | 10  | 15     |
| 23   | Piotr Wiśnicki        | 27  | 11  | 21  | 22  | 18  | 16  | 17  | 10  | 17  | 8   | 20  | 11  | 12  | 16  | 23  | 12  | 14  | 7   | 8   | 30† | 22  | 15     |
| 24   | Nicolás Baptiste      | 29  | 18  | 26  | 19  | 8   | 22  | 18  | 15  | 19  | 13  | 24  | 24  | Ret | 17  | 5   | 24  | 19  | 25  | Ret | 32† | 17  | 14     |
| 25   | Jonas Ried            | 18  | 26  | 10  | 4   | 16  | 24  | 22  | 24  | 23  | 19  | Ret | 23  | 26  | Ret | Ret | 22  | 27  | 20  | Ret | 23  | 16  | 13     |
| 26   | Cenyu Han             | 15  | 31† | 18  | 14  | Ret | 8   | 6   | 23  | Ret | 16  | 10  | 21  | 20  | 22  | 13  |     |     |     |     |     |     | 13     |
| 27   | Samir Ben             | 33  | Ret | 32  | 12  | 26  | 17  | 15  | 20  | Ret | 6   | Ret | 8   | 14  | 24† | 25  | Ret | 25  | 27  | 19  | 33† | 23  | 12     |
| 28   | Pietro Armanni        | 34  | 15  | 30  | 26  | 22  | 21  | Ret | Ret | 14  | 7   | 9   | 18  | 25  | 23† | 21  | 23  | 24  | 19  | 11  | 18  | 11  | 8      |
| 29   | Leonardo Bizzotto     | 16  | 24  | 17  | 10  | 7   | Ret | 14  | 14  | 11  | Ret | 17  | 10  | Ret | 21  | 26  | 19  | 20  | 16  | 20  | 21  | 31  | 8      |
| 30   | Vittorio Catino       | 31  | 30† | Ret |     |     |     | 28  | 22  | Ret | 9   | 11  | 17  |     |     |     |     |     |     |     |     |     | 2      |
| 31   | Levente Révész        | 28  | 20  | Ret | 20  | Ret | 19  | 21  | 9   | 13  | 15  | 19  | 20  | 23  | 20  | 14  | Ret | 12  | 14  | 29† | 22  | 28† | 2      |
| 32   | Macéo Capietto        |     |     |     |     |     |     |     |     |     | 17  | Ret | 13  |     |     |     |     |     |     | 30† | 14  | 9   | 2      |
| 33   | Pedro Perino          | 36† | 23  | 25  | 27  | 24  | 25  | 27  | 13  | Ret | 23  | 18  | 27† | Ret | 19  | 10  | 21  | 16  | 24  | 15  | 15  | 15  | 1      |
| 34   | Jorge Garcíarce       | 32  | 29† | 28  | 25  | 23  | 23  | 25  | Ret | 18  | 10  | 15  | 22  | 27  | Ret | 24  | 25  | 23  | 23  | 13  | 25  | 21  | 1      |
| 35   | Maya Weug             | 19  | 17  | 15  | 13  | 25  | 12  | Ret | 11  | 12  | 22  | 14  | 25  | 17  | 14  | 16  | 20  | 17  | 22  | 21  | 29  | 14  | 0      |
| 36   | Kacper Sztuka         | 23  | 13  | 19  | 23  | 13  | 11  | 23  | 17  | 20  | 14  | 12  | Ret | 18  | 18  | 19  | 17  | 22  | 18  | 17  | 16  | 30  | 0      |
| 37   | Oliver Gray           |     |     |     |     |     |     |     |     |     |     |     |     |     |     |     | 18  | 21  | 21  | 12  | 26  | 12  | 0      |
| 38   | Georgis Markogiannis  | 24  | 19  | 22  |     |     |     | 26  | 21  | 21  | 21  | 23  | 19  | 24  | Ret | 12  |     |     |     | 23  | 19  | 18  | 0      |
| 39   | Robert de Haan        |     |     |     |     |     |     |     |     |     |     |     |     |     |     |     |     |     |     | Ret | 27  | 13  | 0      |
| 40   | Marcus Amand          | 22  | 14  | 23  | 21  | 19  | 20  |     |     |     |     |     |     |     |     |     |     |     |     |     |     |     | 0      |
| 41   | Eron Rexhepi          | 25  | 25  | 20  | 24  | 21  | 18  | Ret | 18  | 16  | 20  | Ret | 16  | 22  | Ret | WD  |     |     |     |     |     |     | 0      |
| 42   | Marcos Flack          | 000 | 000 | 000 | 000 | 000 | 000 | 000 | 000 | 000 | 000 | 000 | 000 | 000 | 000 | 000 | 000 | 000 | 000 | 28† | 24  | 19  | 0      |
| 43   | Rocco Mazzola         |     |     |     |     |     |     |     |     |     |     |     |     |     |     |     |     |     |     | 24  | 28  | 24  | 0      |
| 44   | Suleiman Zanfari      | 26  | 28† | 24  |     |     |     |     |     |     |     |     |     |     |     |     |     |     |     |     |     |     | 0      |
| Pos. | Piloto                | LEC | LEC | LEC | MIS | MIS | MIS | VLL | VLL | VLL | IMO | IMO | IMO | RBR | RBR | RBR | MUG | MUG | MUG | MNZ | MNZ | MNZ | Puntos |

| Color     | Resultado                                                               |
| --------- | ----------------------------------------------------------------------- |
| Oro       | Ganador                                                                 |
| Plata     | 2.ª plaza                                                               |
| Bronce    | 3.ª plaza                                                               |
| Verde     | Finalizó en los puntos                                                  |
| Azul      | Finalizó sin puntos                                                     |
| Azul      | NC - No clasificado                                                     |
| Violeta   | Ret - No terminó (Carrera)                                              |
| Rojo      | DNQ - No se clasificó                                                   |
| Negro     | DSQ - Descalificado                                                     |
| Blanco    | DNS - No empezó (carrera)                                               |
| Blanco    | WD - Retirado (fin de semana)                                           |
| Blanco    | C - Carrera cancelada                                                   |
| Sin color | DNP - Inscrito pero no participó                                        |
| Sin color | INJ - Lesionado                                                         |
| Sin color | EX - Excluido                                                           |
| Estado    | Resultado                                                               |
| Negrita   | Pole position                                                           |
| Cursiva   | Vuelta rápida                                                           |
| †         | Abandona, pero clasifica al completar el porcentaje requerido para ello |

### Campeonato de Novatos
| Pos.                  | Piloto                | LEC                   | LEC                   | LEC                   | MIS                   | MIS                   | MIS                   | VLL                   | VLL                   | VLL                   | IMO                   | IMO                   | IMO                   | RBR                   | RBR                   | RBR                   | MUG                   | MUG                   | MUG                   | MNZ                   | MNZ                   | MNZ                   | Puntos                |
| Campeonato de novatos | Campeonato de novatos | Campeonato de novatos | Campeonato de novatos | Campeonato de novatos | Campeonato de novatos | Campeonato de novatos | Campeonato de novatos | Campeonato de novatos | Campeonato de novatos | Campeonato de novatos | Campeonato de novatos | Campeonato de novatos | Campeonato de novatos | Campeonato de novatos | Campeonato de novatos | Campeonato de novatos | Campeonato de novatos | Campeonato de novatos | Campeonato de novatos | Campeonato de novatos | Campeonato de novatos | Campeonato de novatos | Campeonato de novatos |
| --------------------- | --------------------- | --------------------- | --------------------- | --------------------- | --------------------- | --------------------- | --------------------- | --------------------- | --------------------- | --------------------- | --------------------- | --------------------- | --------------------- | --------------------- | --------------------- | --------------------- | --------------------- | --------------------- | --------------------- | --------------------- | --------------------- | --------------------- | --------------------- |
| 1                     | Nikita Bedrin         | 2                     | 9                     | Ret                   | 2                     | 3                     | Ret                   | 5                     | Ret                   | 7                     | 1                     | 1                     | 1                     | Ret                   | Ret                   | 10                    | 1                     | 1                     | 1                     | 6                     | 4                     | 13                    | 240                   |
| 2                     | Conrad Laursen        | 1                     | Ret                   | WD                    | 8                     | Ret                   | Ret                   | 1                     | 1                     | 2                     | 2                     | 2                     | Ret                   | 4                     | 5                     | 6                     | 2                     | 5                     | 3                     | 2                     | 3                     | 16                    | 239                   |
| 3                     | Lorenzo Patrese       | Ret                   | 1                     | 11                    | 4                     | 5                     | 1                     | 2                     | Ret                   | 12                    | 6                     | 7                     | 3                     | 3                     | 3                     | 2                     | 5                     | 2                     | 14†                   | 14†                   | 2                     | 2                     | 231                   |
| 4                     | Andrea Kimi Antonelli |                       |                       |                       |                       |                       |                       |                       |                       |                       |                       |                       |                       | 1                     | 4                     | 4                     | 3                     | 3                     | 4                     | 1                     | 1                     | 1                     | 166                   |
| 5                     | Francesco Braschi     | 6                     | Ret                   | 3                     | 7                     | 7                     | 4                     | 11                    | Ret                   | Ret                   | 16†                   | Ret                   | 2                     | 2                     | 1                     | Ret                   | 4                     | Ret                   | 2                     | 11                    | 18†                   | WD                    | 138                   |
| 6                     | Leonardo Bizzotto     | 3                     | 11                    | 4                     | 3                     | 1                     | Ret                   | 3                     | 6                     | 3                     | Ret                   | 8                     | 5                     | Ret                   | 11                    | 14                    | 8                     | 9                     | 6                     | 9                     | 10                    | 19                    | 136                   |
| 7                     | Maya Weug             | 5                     | 5                     | 2                     | 6                     | 12                    | 3                     | Ret                   | 3                     | 4                     | 14                    | 6                     | 14                    | 6                     | 6                     | 9                     | 9                     | 7                     | 11                    | 10                    | 17                    | 7                     | 129                   |
| 8                     | Kacper Sztuka         | 8                     | 2                     | 5                     | 12                    | 4                     | 2                     | 10                    | 8                     | 10                    | 8                     | 5                     | Ret                   | 7                     | 8                     | 11                    | 6                     | 11                    | 7                     | 7                     | 7                     | 18                    | 118                   |
| 9                     | Nicolás Baptiste      | 12                    | 6                     | 10                    | 9                     | 2                     | 10                    | 6                     | 7                     | 9                     | 7                     | 12                    | 13                    | Ret                   | 7                     | 1                     | 13                    | 8                     | 13                    | Ret                   | 19†                   | 10                    | 88                    |
| 10                    | Pietro Armanni        | 15                    | 4                     | 12                    | 14                    | 10                    | 9                     | Ret                   | Ret                   | 6                     | 4                     | 3                     | 9                     | 12                    | 12†                   | 12                    | 12                    | 12                    | 8                     | 3                     | 8                     | 4                     | 87                    |
| 11                    | Charlie Wurz          |                       |                       |                       |                       |                       |                       | 7                     | 4                     | 1                     |                       |                       |                       | 8                     | 2                     | 3                     |                       |                       |                       |                       |                       |                       | 80                    |
| 12                    | Jonas Ried            | 4                     | 13                    | 1                     | 1                     | 6                     | 11                    | 9                     | 13                    | 13                    | 11                    | Ret                   | 12                    | 13                    | Ret                   | Ret                   | 11                    | 14                    | 9                     | Ret                   | 12                    | 9                     | 76                    |
| 13                    | Levente Révész        | 11                    | 8                     | Ret                   | 10                    | Ret                   | 7                     | 8                     | 2                     | 5                     | 9                     | 10                    | 11                    | 10                    | 10                    | 8                     | Ret                   | 4                     | 5                     | 16†                   | 11                    | 17†                   | 74                    |
| 14                    | Samir Ben             | 14                    | Ret                   | 13                    | 5                     | 13                    | 5                     | 4                     | 10                    | Ret                   | 3                     | Ret                   | 4                     | 5                     | 13†                   | 13                    | Ret                   | 13                    | 15                    | 8                     | 20†                   | 14                    | 74                    |
| 15                    | Pedro Perino          | 16†                   | 10                    | 9                     | 15                    | 11                    | 12                    | 13                    | 5                     | Ret                   | 15                    | 9                     | 15†                   | Ret                   | 9                     | 5                     | 10                    | 6                     | 12                    | 5                     | 6                     | 8                     | 58                    |
| 16                    | Macéo Capietto        |                       |                       |                       |                       |                       |                       |                       |                       |                       | 10                    | Ret                   | 6                     |                       |                       |                       |                       |                       |                       | 17†                   | 5                     | 3                     | 34                    |
| 17                    | Marcus Amand          | 7                     | 3                     | 8                     | 11                    | 8                     | 8                     |                       |                       |                       |                       |                       |                       |                       |                       |                       |                       |                       |                       |                       |                       |                       | 33                    |
| 18                    | Eron Rexhepi          | 10                    | 12                    | 6                     | 13                    | 9                     | 6                     | Ret                   | 9                     | 8                     | 12                    | Ret                   | 7                     | 9                     | Ret                   | WD                    |                       |                       |                       |                       |                       |                       | 33                    |
| 19                    | Oliver Gray           |                       |                       |                       |                       |                       |                       |                       |                       |                       |                       |                       |                       |                       |                       |                       | 7                     | 10                    | 10                    | 4                     | 14                    | 5                     | 30                    |
| 20                    | Vittorio Catino       | 13                    | 14†                   | Ret                   |                       |                       |                       | 14                    | 12                    | Ret                   | 5                     | 4                     | 8                     |                       |                       |                       |                       |                       |                       |                       |                       |                       | 26                    |
| 21                    | Georgis Markogiannis  | 9                     | 7                     | 7                     |                       |                       |                       | 12                    | 11                    | 11                    | 13                    | 11                    | 10                    | 11                    | Ret                   | 7                     |                       |                       |                       | 12                    | 9                     | 11                    | 23                    |
| 22                    | Robert de Haan        |                       |                       |                       |                       |                       |                       |                       |                       |                       |                       |                       |                       |                       |                       |                       |                       |                       |                       | Ret                   | 15                    | 6                     | 8                     |
| 23                    | Marcos Flack          | 000                   | 000                   | 000                   | 000                   | 000                   | 000                   | 000                   | 000                   | 000                   | 000                   | 000                   | 000                   | 000                   | 000                   | 000                   | 000                   | 000                   | 000                   | 15†                   | 13                    | 12                    | 0                     |
| 24                    | Rocco Mazzola         |                       |                       |                       |                       |                       |                       |                       |                       |                       |                       |                       |                       |                       |                       |                       |                       |                       |                       | 13                    | 16                    | 15                    | 0                     |
| Campeonato femenino   |                       |                       |                       |                       |                       |                       |                       |                       |                       |                       |                       |                       |                       |                       |                       |                       |                       |                       |                       |                       |                       |                       |                       |
| 1                     | Maya Weug             | 1                     | 1                     | 1                     | 2                     | 2                     | 2                     | Ret                   | 1                     | 2                     | 2                     | 1                     | 2                     | 1                     | 1                     | 1                     | 1                     | 2                     | 2                     | 2                     | 1                     | 1                     | 365                   |
| 2                     | Hamda Al Qubaisi      | 2                     | 2                     | 2                     | 1                     | 1                     | 1                     | 1                     | 2                     | 1                     | 1                     | 2                     | 1                     | 2                     | Ret                   | 2                     | Ret                   | 1                     | 1                     | 1                     | Ret                   | 2†                    | 358                   |
| Pos.                  | Piloto                | LEC                   | LEC                   | LEC                   | MIS                   | MIS                   | MIS                   | VLL                   | VLL                   | VLL                   | IMO                   | IMO                   | IMO                   | RBR                   | RBR                   | RBR                   | MUG                   | MUG                   | MUG                   | MNZ                   | MNZ                   | MNZ                   | Puntos                |

| Color     | Resultado                                                               |
| --------- | ----------------------------------------------------------------------- |
| Oro       | Ganador                                                                 |
| Plata     | 2.ª plaza                                                               |
| Bronce    | 3.ª plaza                                                               |
| Verde     | Finalizó en los puntos                                                  |
| Azul      | Finalizó sin puntos                                                     |
| Azul      | NC - No clasificado                                                     |
| Violeta   | Ret - No terminó (Carrera)                                              |
| Rojo      | DNQ - No se clasificó                                                   |
| Negro     | DSQ - Descalificado                                                     |
| Blanco    | DNS - No empezó (carrera)                                               |
| Blanco    | WD - Retirado (fin de semana)                                           |
| Blanco    | C - Carrera cancelada                                                   |
| Sin color | DNP - Inscrito pero no participó                                        |
| Sin color | INJ - Lesionado                                                         |
| Sin color | EX - Excluido                                                           |
| Estado    | Resultado                                                               |
| Negrita   | Pole position                                                           |
| Cursiva   | Vuelta rápida                                                           |
| †         | Abandona, pero clasifica al completar el porcentaje requerido para ello |

### Campeonato de Escuderías
| Pos. | Escudería                | Puntos |
| ---- | ------------------------ | ------ |
| 1    | Van Amersfoort Racing    | 585    |
| 2    | Prema Powerteam          | 483    |
| 3    | US Racing                | 286    |
| 4    | BWT Mücke Motorsport     | 206    |
| 5    | Iron Lynx                | 189    |
| 6    | Jenzer Motorsport        | 63     |
| 7    | R-ace GP                 | 52     |
| 8    | AKM Motorsport           | 39     |
| 9    | BVM Racing               | 36     |
| 10   | Cram Motorsport          | 16     |
| 11   | AS Motorsport            | 0      |
| 12   | DR Formula RP Motorsport | 0      |